# Manfred Kunst
Manfred Kunst (* 12. Dezember 1951) ist ein deutscher ehemaliger Schauspieler, der auch einige Schallplatten mit Schlagern besang. Bekanntheit erlangte er in den 1950er- und 1960er-Jahren.

## Werdegang
Manfred Kunst spielte in mehreren Kinofilmen, vor allem aber im Fernsehen, u. a. spielte er die Hauptrolle in der 1962 vom Bayerischen Rundfunk fürs Fernsehen verfilmten Geschichte Der kleine Lord nach Frances Hodgson Burnetts 1886 erschienenem gleichnamigen Kinderbuch. Albrecht Schoenhals spielte seinen Großvater, Gertrud Kückelmann seine Mutter. Diese Verfilmung gilt heute als Filmklassiker und erste deutsche Verfilmung des Stoffes. Dieselbe Rolle übernahm er 1964 auch in einem Hörspiel, das die Deutsche Grammophon Gesellschaft aufgrund des großen Erfolges des Filmes auf einer Langspielplatte veröffentlichte.
Zuvor hatte er bereits in der Kriminalkomödie Der Gauner und der liebe Gott (1960) an der Seite von Gert Fröbe, Karlheinz Böhm, Rudolf Vogel und Ellen Schwiers gespielt, sowie in dem Kriegsfilmdrama Ein Tag, der nie zu Ende geht (1959) neben Hansjörg Felmy und Ruth Leuwerik und in Alfred Vohrers Literaturverfilmung Bis dass das Geld Euch scheidet… (1960) sowie in weiteren Spiel- und Fernsehfilmen. Sein Schauspieldebüt gab er in dem Kinofilm Herz ohne Gnade (1958) mit Barbara Rütting, Felmy und Werner Hinz, eine erste Titelrolle hatte er in dem Kurt-Reiss-Film Tim und die dienstbaren Geister (1959) inne.
Entdeckt wurde Manfred Kunst schon als Kleinkind für die Werbung, nachdem eine Fotografin ihn vor dem Hamburger Alsterhaus auf einem Schaukelpferd sitzend fotografiert hatte.
Bald trat der Knabe auch als Sänger auf, u. a. in der Fernsehunterhaltungssendung Lieben Sie Show? Es entstanden Singles wie Bambini Twist / Laß den Tiger nicht ins Haus (1963) und Die alte Eisenbahn / Weil ich so musikalisch bin (1965). Im Duett mit Ilse Werner sang er 1965 Ein Ding mit Pfiff / Das hast du von mir für die Schallplattenfirma Ariola. Zu dieser Zeit hatte er an der Seite von Werner eine durchgehende Serienrolle als Paulchen Seibold in dem 13-Teiler Die Bräute meiner Söhne, die bis 1966 mit Erfolg im deutschen Fernsehen lief. Manfred Kunst wirkte an weiteren Fernsehserien mit, u. a. auch in einer frühen Folge der Reihe Stahlnetz.
Seine Kinderstimme war auch im Radiohörspiel präsent. Eine Hauptrolle hatte er beispielsweise 1960 in der NDR-Produktion von Dylan Thomas Richtige Weihnachten in der Bearbeitung von Erich Fried.
Zudem sah man ihn in Theateraufzeichnungen für das Fernsehen, so 1960 als Pud in Der Tod im Apfelbaum unter der Regie von Wilhelm Semmelroth, 1961 als Bruno in Weihnachten auf dem Marktplatz von Henri Ghéon oder 1962 in Egon Monks Brecht-Inszenierung Leben des Galilei als jungen Cosmo.
In den späten 1950er- und frühen 1960er-Jahren gehörte Manfred Kunst zu den bekanntesten Kinderdarstellern Deutschlands. Er war auf Fernsehzeitschriften abgebildet, so auf Heft 1/1960 des Gong oder Heft 49/1960 der Bild+Funk, zierte Schallplattencover (beispielsweise die Erstausgabe der Langspielplatte Der kleine Lord) wie Plakate und war über acht Jahre in Film, Funk und Fernsehen sehr präsent. Ab seinem 16. Lebensjahr arbeitete er dann nicht mehr im schauspielerischen bzw. künstlerischen Bereich.
Der Fotograf Georg Schmidt widmete Manfred Kunst und seinem „Lächeln, das alle betörte“ 2003 ein Kapitel in seinem Fotoband Bremen – die 60er Jahre.

## Filmografie
- 1958: Herz ohne Gnade
- 1958: Stahlnetz: Sechs unter Verdacht (Fernsehserie)
- 1959: Tim und die dienstbaren Geister (Fernsehfilm)
- 1959: Ein Tag, der nie zu Ende geht
- 1960: Der Tod im Apfelbaum (Fernsehfilm)
- 1960: Bis dass das Geld Euch scheidet…
- 1960: Der Gauner und der liebe Gott
- 1961: Weihnachten auf dem Marktplatz (Fernsehfilm)
- 1962: Leben des Galilei (Fernsehfilm)
- 1962: Die sündigen Engel (Fernsehfilm)
- 1962: Der kleine Lord (Fernsehfilm)
- 1963: Mein Herz ist im Hochland (Fernsehfilm)
- 1964: Mode-Cocktail (Fernsehserie, Folgen Traum, Musik und Abendkleider & Sommer, Sonne und Winterfreuden)
- 1965–1966: Die Bräute meiner Söhne (Fernsehserie, 13 Folgen)
- 1967: Dreizehn Briefe (Fernsehserie, Folge Seenotfall bei Tonne 2)

## Hörspiele
- 1960: Ruth Rehmann: Ein ruhiges Haus – Regie: Fritz Schröder-Jahn
- 1960: Dylan Thomas: Richtige Weihnachten – Regie: Fritz Schröder-Jahn
- 1961: Wolfgang Weyrauch: Jon und die großen Geister – Regie: Heinz von Cramer
- 1961: Rainer Puchert: Das Appartementhaus – Regie: Friedhelm Ortmann
- 1962: Enzo Maurri: Zwei Augen – Regie: Otto Kurth
- 1964: Frances Hodgson Burnett: Der keine Lord – Regie: Gertrud Loos

## Diskografie
- 1963: Bambini Twist / Laß den Tiger nicht ins Haus (Single)
- 1964: Der kleine Lord (Hörspielfassung, mit Ella Büchi, Richard Münch u. v. a.) (Langspielplatte)
- 1965: Die alte Eisenbahn / Weil ich so musikalisch bin (Single)
- 1965: Ein Ding mit Pfiff / Das hast du von mir (mit Ilse Werner) (Single)